# Радіовуглецеве датування
Радіовуглецеве датування, радіовуглецевий метод — метод датування органічних, карбонатів та інших вуглевмістних речовин заснований на визначенні відносного вмісту ізотопу 14С (найчастіше — у вугіллі, деревині, залишках кісток тощо).
Застосовується в археології, палеонтології. Метод запропонував Віллард Ліббі 1946 року (Нобелівська премія з хімії, 1960).

## Огляд
Вимірюється співвідношення 14С та 12С, яке порівнюється зі співвідношенням, що встановлюється в атмосфері під дією космічних променів.
Стала концентрація ізотопу 14С у повітрі підтримується за рахунок ядерної реакції, яка відбувається у верхніх шарах атмосфери при бомбардуванні Землі космічними променями:
{\displaystyle n+\mathrm {^{14}_{7}N} \rightarrow \mathrm {^{14}_{6}C} +p}.
Рослини поглинають вуглекислий газ (двоокис вуглецю) із повітря й накопичують його у своїх тканинах, які містять, зокрема, і радіоактивний ізотоп вуглецю 14С. Упродовж життя організму вуглець у ньому весь час поновлюється, і співвідношення 14С до 12С залишається сталим. Після загибелі обмін із середовищем припиняється, а радіоактивний розпад 14С триває далі. Тому відносна частка нестабільного ізотопу в рештках із часом поступово зменшується і за його залишковою питомою активністю можна оцінити час загибелі організму.
Оскільки період напіврозпаду 14С відомий (~5730 років), відповідно, час від моменту загибелі рослини можна встановити в лабораторії.
Тварини накопичують 14С в організмі, поїдаючи рослини, отже, цим методом можна датувати і залишки тварин.
Радіовуглецеве датування реалізується вимірюванням або радіоактивності (радіометричне), або співвідношення мас ізотопів (масспектрометричне). Перше реалізується газовими пропорційними або рідинно-сцинтиляційними лічильниками, друге — мас-спектрометрами.
Для всіх наявних методів їхня чутливість та неможливість відділити домішки обмежують реальне застосування радіовуглецевого датування до 50—60 тис. років. Після 120 тис. років радіоактивного ізотопу 14С залишається так мало, що виміри стають неможливими.
При застосуванні радіовуглецевого методу можливі помилки. Тому одна ізольована дата, отримана за його допомогою, не може служити основою для серйозних історико-археологічних висновків («одна дата — не дата»). Тільки перевірка одних дат іншими, отриманими в різних лабораторіях і на різних матеріалах, тільки наявність серій відповідних одна одній радіовуглецевих дат, підкріплених стратиграфією палеолітичних пам'яток, дозволяє вважати їх з великою ймовірністю правильними і будувати на цьому висновки.
Для уточнення віку необхідно використовувати калібрувальні криві. 2020 року прийнято нові версії калібрувальних кривих для Північної півкулі (IntCal20), Південної півкулі (SHCal20) і морських зразків (Marine20), які дозволяють датувати зразки віком до 55 000 років.
Метод радіовуглецевого датування запропонував Віллард Ліббі 1946 року, за що йому 1960 року присуджено Нобелівську премію з хімії.

Зміни атмосферної концентрації радіовуглецю ^{14}C, викликані ядерними випробуваннями. Синім показано природну концентрацію

## Фізичні основи

1: утворення радіовуглецю ^{14}C.
2: розпад ^{14}C.
3: умова рівноваги для живих організмів і нерівноваги для померлих організмів, у яких радіовуглець розпадається без поповнення ззовні

Вуглець, як один із основних елементів у складі біологічних організмів, присутній у земній атмосфері у вигляді стабільних ізотопів 12C (98,89 %) і 13C (1,11 %) і радіоактивного 14C, присутнього в слідових кількостях (близько 10−10 %). Ізотоп 14C постійно утворюється переважно у верхніх шарах атмосфери на висоті 12—15 км при зіткненнях вторинних нейтронів від космічних променів із ядрами атмосферного азоту:
{\displaystyle n+\mathrm {^{14}_{7}N} \rightarrow \mathrm {^{14}_{6}C} +p.}
У середньому на рік в атмосфері Землі утворюється близько 7,5 кг радіовуглецю за його загальної кількості ~75 тонн.
Внаслідок природної радіоактивності на поверхні Землі радіовуглецю утворюється мало.
Радіоізотоп вуглецю 14C зазнає β−-розпаду з періодом напіврозпаду T1/2 = 5730 ± 40 років, стала розпаду λ = 1,209·10−4 год−1:
{\displaystyle \mathrm {^{14}_{6}C} \rightarrow \mathrm {^{14}_{7}N} +e^{-}+{\bar {\nu }}_{e}.}
Співвідношення радіоактивного і стабільних ізотопів вуглецю в атмосфері і в біосфері приблизно однакове через активне перемішування атмосфери, оскільки всі живі організми постійно беруть участь у вуглецевому обміні, отримуючи вуглець із навколишнього середовища, а ізотопи, в силу їх хімічної нерозрізненості, беруть участь у біохімічних процесах практично однаково.
Питома активність вуглецю в живих організмах, що обмінюються вуглецем з атмосферним резервуаром, відповідає атмосферному вмісту радіовуглецю і становить 13,56 ± 0,07 розпаду на хвилину на грам вуглецю. Із загибеллю організму вуглецевий обмін припиняється. Після цього стабільні ізотопи зберігаються, а радіоактивний (14C) поступово розпадається, як наслідок, його вміст в останках поступово зменшується. Знаючи початкове співвідношення вмісту ізотопів в організмі і визначивши їх поточне співвідношення в біологічному матеріалі мас-спектрометричним методом або вимірявши активність методами дозиметрії, можна встановити час, що минув з моменту загибелі організму.

## Використання
Для визначення віку з фрагмента досліджуваного зразка виділяється вуглець (спалюванням попередньо очищеного фрагмента), для виділеного вуглецю проводиться вимірювання радіоактивності, на підставі цього визначається співвідношення ізотопів, яке й показує вік зразків. Зразок вуглецю для вимірювання активності зазвичай уводиться в газ, яким наповнюють пропорційний лічильник, або в рідкий сцинтилятор. Останнім часом для дуже малих вмістів 14C і/або дуже малих мас зразків (кілька мг) використовують прискорювальну мас-спектрометрію, що дозволяє прямо визначати зміст 14C. На 2020 рік граничний вік зразка, який можна точно датувати радіовуглецевим методом — близько 55 000 років, тобто близько 10 періодів напіврозпаду. За цей час уміст 14C зменшується майже в 1000 раз (до близько 1 розпаду на годину на грам вуглецю).
Вимірювання віку предмета радіовуглецевим методом можливе тільки тоді, коли співвідношення ізотопів у зразку не було порушено за час його існування, тобто зразок не забруднено вуглецевмісними матеріалами пізнішого або ранішого походження, радіоактивними речовинами і не зазнав дії сильних джерел радіації. Визначення віку таких забруднених зразків може дати величезні помилки. За минулі з моменту розробки методу десятиліття накопичено значний досвід виявлення забруднень і в очищенні від них зразків. Для датування із зразків хімічними методами виділяють найменш схильні до забруднення компоненти. Для радіовуглецевого аналізу рослинних залишків використовують целюлозу, а при датуванні кісток, рогів та інших тваринних залишків виділяють колаген. Можливе також датування за залишками жирних кислот, таких як пальмітинова і стеаринова, наприклад, на кераміці. Похибка методу нині перебуває в межах від сімдесяти до трьохсот років.
Один з найвідоміших випадків застосування радіовуглецевого методу — дослідження фрагментів Туринської плащаниці, проведене 1988 року, одночасно в декількох лабораторіях сліпим методом. Радіовуглецевий аналіз дозволив датувати плащаницю періодом XI—XIII століть. Скептики вважають такий результат підтвердженням того, що плащаниця — середньовічна підробка. Прихильники ж справжності реліквії вважають отримані дані результатом забруднення плащаниці вуглецем під час пожежі і подальшого прання в киплячій олії в XVI столітті.

## Калібрування і точність методу

Калібрувальна крива 1998 року, що використовувалася при радіовуглецевому датуванні (Stuiver et al. 1998)

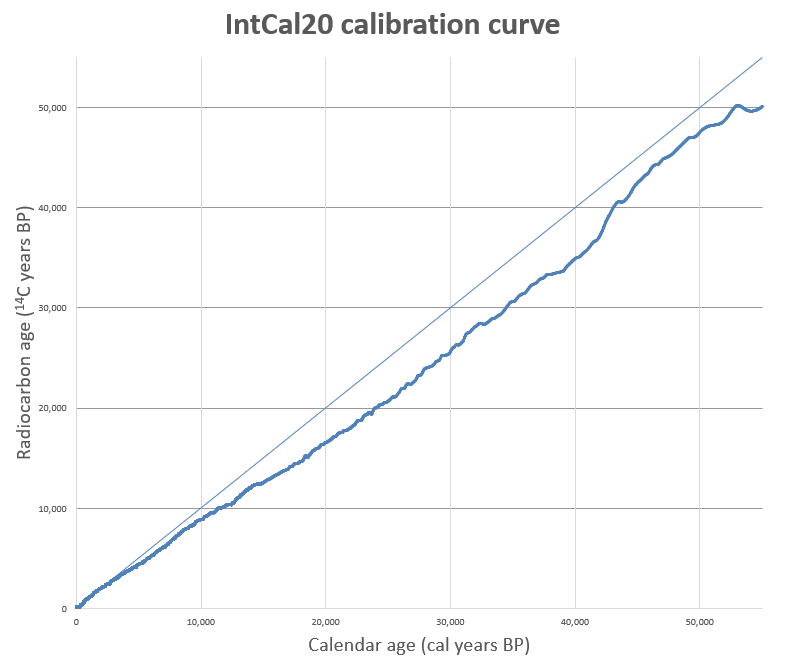
Уточнена калібрувальна крива 2020 року IntCal20 для діапазону 0-55 000 років дотепер у північній півкулі.

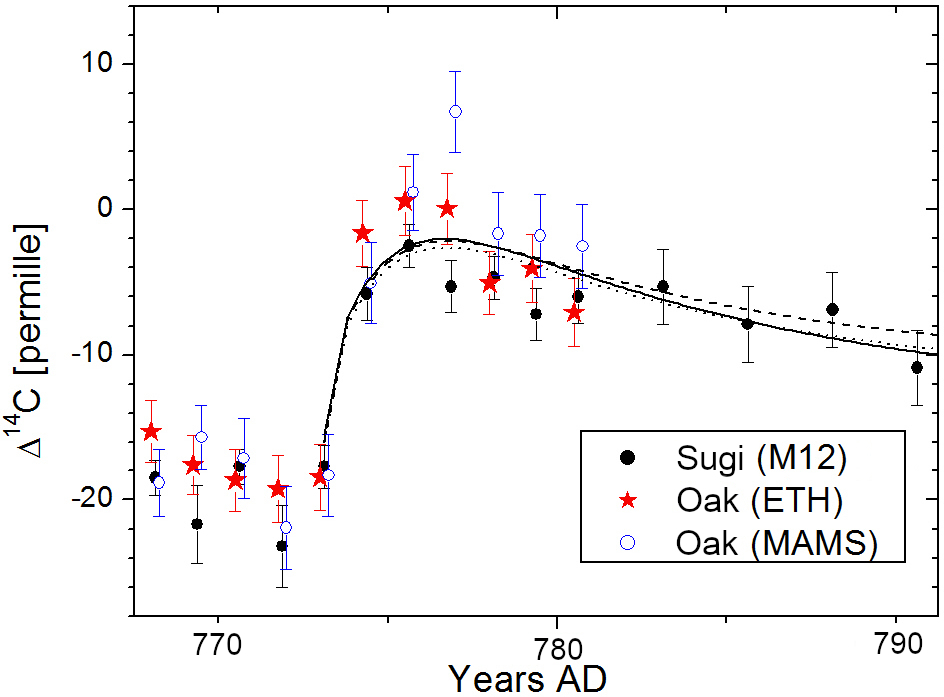
Пік вуглецю — 14 в 774 році н. е. Кольоровими точками Показано виміри дерев. Чорна лінія-змодельовані дані

Початкові припущення Ліббі, на яких ґрунтується метод радіовуглецевого датування, полягають у тому, що співвідношення ізотопів вуглецю в атмосфері в часі і просторі не змінюється, а вміст ізотопів у живих організмах точно відповідає поточному стану атмосфери. Однак, як було встановлено надалі, ці припущення справедливі лише приблизно. Вміст ізотопу 14C в атмосфері залежить від багатьох факторів, таких як:
- інтенсивність космічних променів і активності Сонця;
- широта місцевості;
- стан атмосфери і магнітосфери;
- вулканічна діяльність (вуглець, що міститься у вулканічних викидах, «давній», практично не містить 14C);
- кругообіг вуглекислого газу в природі;
- проведення атмосферних ядерних випробувань, що спричинили в 1950—1960-х роках істотний викид (близько 0,5 тонни) радіовуглецю в атмосферу (бомбовий ефект);
- спалювання значної кількості викопних палив (вуглець, що міститься в нафті, природному газі і вугіллі — «давній», практично не містить 14C) — так званий ефект Зюсса[en], що виник із початком промислової революції в XIX столітті.

Два останніх фактори унеможливлюють проведення точних радіовуглецевих датувань для зразків XX століття.
Крім того, дослідження показали, що через різницю в атомних масах ізотопів вуглецю хімічні реакції і процеси в живих організмах йдуть з дещо різними швидкостями, що порушує природне співвідношення ізотопів (так званий ефект ізотопного фракціювання). Ще один важливий ефект (резервуарний ефект) — уповільнене досягнення радіовуглецевої рівноваги в Світовому океані через повільність його обміну вуглецем з атмосферним резервуаром — призводить, якщо не враховувати поправок, до позірного збільшення віку залишків морських організмів, а також тих сухопутних організмів, в чиїй дієті переважала морська їжа. Розуміння процесів, пов'язаних з вуглецевим обміном у природі і впливом цих процесів на співвідношення ізотопів у біологічних об'єктах, було досягнуто не відразу. Таким чином, використання радіовуглецевого методу без урахування цих ефектів і внесених ними поправок здатне породити значні помилки (близько тисячоліття), що часто траплялося на ранніх етапах розвитку методу, до 1970-х років.
Нині для правильного застосування методу проведено ретельне калібрування, що враховує зміну співвідношення ізотопів для різних епох і географічних регіонів, а також специфіку накопичення радіоактивних ізотопів у живих істотах і рослинах. Для калібрування методу використовують визначення співвідношення ізотопів для предметів, абсолютне датування яких відоме. Одним із джерел калібрувальних даних є дендрохронологія. Виразний ізотопний слід від сонячної бурі 992 року виявлено в архівах річних кілець з усього світу. Також зіставлено визначення віку зразків радіовуглецевим методом з результатами інших ізотопних методів датування. Зараз як стандартна калібрувальна крива використовується IntCal, першу версію якої опубліковано 1998 року (див. мал.). Наступні уточнені версії калібрувальної кривої, використовуваної для перерахунку виміряного радіовуглецевого віку зразка в абсолютний вік, опубліковано 2004, 2009 і 2013 року. Калібрувальну криву IntCal13 побудовано окремо для північної і південної (SHCal13) півкуль, вона охоплює останні 50 000 років і отримана на підставі тисяч вимірювань точно датованих деревних кілець (останні 12 000 років), річних приростів коралів та відкладень форамініфер. Порівняння відкладень на дні японського озера Суйгецу за період з 12 000 до 40 000 років тому з інформацією, отриманою дендрохронологами під час аналізу деревних кілець, спричинило внесення поправок, які зрушили дані в минуле на 300—400 років. Калібрування для морських об'єктів виконують за окремою кривою Marine13, оскільки обмін вуглецю в морському резервуарі повільніший ніж в атмосферному.
У своєму сучасному вигляді, завдяки створенню калібрувальних шкал IntCal20, SHCal20 і Marine20 на історичному інтервалі (від десятків років до 55 тисяч років у минуле), радіовуглецевий метод можна вважати досить надійним і якісно відкаліброваним незалежним методом датування предметів біологічного походження.
Станом на 2019 рік гранична точність радіовуглецевого датування становить 15 років. При цьому багато вимірів мають похибку вище-близько 50 років. Похибка залежить від стану зразків і в якій хімічному середовищі вони знаходилися. Тому при професійній експертизі радіовуглецевим методом експерт зазвичай вказує "довірчий інтервал" в рамках якого знаходиться допустима похибка вимірювань конкретного зразка.

## Критика методу
Попри те, що радіовуглецеве датування вже давно увійшло в наукову практику і досить широко використовується, в навколонаукових публікаціях і в інтернеті зустрічається критика цього методу, що ставить під сумнів правомірність його застосування для датування історичних артефактів (особливо пізнішого періоду). Як правило, радіовуглецевий метод критикують прихильники «наукового креаціонізму», «нової хронології» та інших псевдонаукових концепцій. Деякі приклади заперечень проти радіовуглецевого датування наведено в розділі Критика природничо-наукових методів у «новій хронології» Фоменка. Зазвичай така критика радіовуглецевого аналізу ґрунтується на найраніших наукових публікаціях, що відбивали стан методології в 1960-х роках, і на нерозумінні основ методу і особливостей калібрування.

## Вплив викиду викопного вуглецю
2015 року Г. Ґрейвен (Імперський коледж Лондона) підрахувавши, що подальше спалювання викопного палива в поточному темпі через емісію в атмосферу «давнього» вуглецю призведе до нерорізнюваності за радіовуглецевим методом сучасних зразків від більш древніх (хоча на зразки, які виникли до індустріалізації і не обмінюються вуглецем з атмосферою, цей ефект, зрозуміло, не впливає). Нині викид в атмосферу викопного вуглецю призводить до позірного «старіння» атмосферного вуглецю приблизно на 30 років на рік .